# 滕斯贝格
滕斯贝格（挪威語：Tønsberg，聆听ⓘ），是挪威西福尔郡的市镇，位于滕斯贝格峡湾顶端。市镇面积为329.26平方公里，2023年人口数量为58,561人。
滕斯贝格被认为是挪威最古老的城市，约建于8世纪。其兴起与十九世纪中捕鲸业发达有关。该市镇是工业和造船中心，也是旅游地区。有造船、造纸、皮革加工和啤酒等厂。以银器著称。郊外有古代王室陵墓。东北5公里处曾出土有古代北欧海盗船只。

## 电影取景
《复仇者联盟4：终局之战》曾取景于此。